# Altitypotherium
Altitypotherium  — вимерлий рід Notoungulate, що належить до підряду Typotheria. Він жив під час раннього міоцену, а його скам'янілі останки були виявлені в Південній Америці.

## Опис
Ця тварина була трохи схожа на вомбата, а її розміри нагадують розміри єнота; його череп був приблизно 16 сантиметрів в довжину, тоді як його загальна довжина, без урахування хвоста, становила близько 80 сантиметрів. Він важив близько 10 кілограмів.
Altitypotherium мав високу та вузьку морду, лише з шістьма парами зубів на верхній і нижній щелепах, невелику кількість у порівнянні з більшістю інших нотунгулят. Він мав верхні різці подібно як у гризунів зі смугою передньої емалі, а нижні різці виступали вперед і відокремлювалися від премолярів і молярів довгою діастемою. Він мав зуби з високою коронкою (гіпсодонти), а оклюзійні поверхні молярів мали дві складки емалі на середині зуба на внутрішній поверхні та окреслювали три частки, заповнені дентином, утворюючи Е-подібну форму. Найбільший вид, Altitypotherium paucidens, відрізнявся від своїх найближчих родичів втратою верхнього третього моляра.

## Палеоекологія
Altitypotherium був наземною травоїдною твариною з фоссоріальною поведінкою. Харчувався невисокою рослинністю, корінням і бульбами, які перетирав потужними задніми зубами. Мешкав на досить великих висотах. Він мав кілька схожих рис із сучасними вомбатами, зокрема зубами-гіпсодонтами.